# Katwijk Chemie
Katwijk Chemie is een Nederlands chemiebedrijf uit Katwijk. Het familiebedrijf legt zich toe op de productie van actieve farmaceutische ingrediënten (AFI's) en fijne chemicaliën. Het bedrijf is gecertificeerd volgens de ISO 9001- en ISO 14001-normen.

## Geschiedenis
Katwijk Chemie werd in 1914 in Katwijk aan Zee opgericht.
In 1992 verhuisde Katwijk Chemie naar een productiecomplex op industriegebied 't Heen in Katwijk aan Zee. Daarbij werd de productielijn gemoderniseerd en veiliger gemaakt.
Katwijk Chemie leverde een belangrijke bijdrage aan de ontwikkeling van fijne chemicaliën in 1935 en het einde van theobromine-extractie in 1960. In 1976 werd Samekofarma overgenomen, in 1990 gevolgd door De Rover Chemie.

## Productassortiment
Katwijk Chemie produceert onder andere ingrediënten voor middelen voor de behandeling van epilepsie.